# Gavin de Becker
Gavin de Becker (ur. 26 października 1954) – specjalista ds. bezpieczeństwa, doradca w szczególności rządu, dużych korporacji i sławnych osobistości.
Jest projektantem systemu oceny bezpieczeństwa MOSAIC, stosowanego w celu monitorowania zagrożeń dla wymiaru sprawiedliwości w Sądzie Najwyższym Stanów Zjednoczonych, członków Kongresu Stanów Zjednoczonych, i wyższych funkcjonariuszy CIA. Wraz ze Służbą Federalną Stanów Zjednoczonych, był współprojektantem systemu MOSAIC używanego obecnie do monitorowania zagrożeń dla Sędziów Federalnych i prokuratorów.
Dwukrotnie został wybrany do Zespołu Doradców Prezydenta (President's Advisory Board) w Departamencie Sprawiedliwości, i pracował przez dwie kadencje w Governor's Advisory Board w Wydziale Zdrowia Psychicznego w Kalifornii.
Jest nauczycielem akademickim (Senior Fellow) Szkoły Spraw Publicznych UCLA (School of Public Affairs) i starszym doradcą ds. bezpieczeństwa publicznego i sprawiedliwości w RAND Corporation. 
Był właścicielem domu w Los Angeles, w którym George Harrison zmarł na raka w listopadzie 2001.
Gavin de Becker jest autorem trzech bestsellerów: Dar strachu (The Gift of Fear), przetłumaczonego na 14 języków; Protecting the Gift oraz Fear Less.
Jego ostatnią książkę, Tylko 2 sekundy (Just 2 Seconds), określono jako podstawowy przewodnik dla chroniących osoby narażone na ryzyko. Zawiera 5 lekcji dla pracujących w branży ochrony. Są w niej też streszczenia wypadków i sytuacji, w których niemal doszło do wypadku z ostatnich kilku dekad, które mogą posłużyć do treningu i analizy. Współautorami są Tom Taylor i Jeff Marquart.

## Książki w języku polskim
- Dar strachu. Jak wykorzystywać sygnały o zagrożeniu, które ostrzegają nas przed przemocą i zapewniają przeżycie (Gift of Fear) wyd. Media Rodzina of Poznań, 1998, przekład: Andrzej Jankowski, 417 stron, A5, oprawa miękka, ISBN 83-85594-67-7

## Książki w języku angielskim
- Fear Less – Gavin de Becker
- Gift of Fear – Gavin de Becker
- Just 2 Seconds – Gavin de Becker, Jeff Marquart, Tom Taylor. www.just2seconds.org
- Protecting the Gift: Keeping Children and Teenagers Safe (and Parents Sane) – Gavin de Becker